# Lydie Solomon
Lydie Solomon sau Lydie Waï Solomon (n. 1982) este o pianistă și o actriță franceză, având totodată origini românești și coreene.  

## Biografie
În privința familiei sale, tatăl său este de origini franceze și românești, iar mama sa are origini coreene. 
Lydie Solomon a început să cânte la pian la vârsta de doi ani. La vârsta de 7 ani a fost admisă la École Normale de Musique de Paris, unde i-a avut ca profesori pe Pascal Devoyon și Domique Merlet. Primul său recital l-a avut la vârsta de 10 ani, la Printemps musical de Silly, în Belgia. La 13 ani a câștigat competiția Radio France și i-a fost oferită șansa de a performa cu Orchestra Natională a Radio-France, performanță ce a fost difuzată pe France Musique. 
A fost admisă la Conservatoire National Supérieur de Musique de Paris, unde s-a aflat sub supervizarea profesorului Jacques Rouvier. A câștigat primul loc al concursului desfășurat la nivelul conservatorului în 1996, iar în 2000 a câștigat primul loc cu cele mai înalte onorruri în secțiunile pentru pian, compoziție muzicală, analiză muzicală, cor, drama etc.

## Carieră cinematografică
Între 2008 și 2011 Lydia Solomon a fost actriță în diverse filme, având ca nume de scenă Lydie Waï. Cele mai importante filme în care a jucat sunt „Vivre!” a lui Yvon Marciano, ce a apărut în 2009, și Ascunzătoarea, apărut în 2011. 

## Carieră muzicală
A susținut numeroase concerte în Coreea de Sud, după ce a fost remarcată de dirijorii Myung-Whun Chung și Nanse Gum. De asemenea, François-René Duchâble a solicitat-o pentru a participa a două concerte de pian în 2005 și 2006.
Primul său album, Eldorado, a fost publicat în 2011. Acesta este dedicate muzici hispanice, în cadrul căreia se regăsesc piese ale lui Padre Soler, Enrique Granados, Manuel de Falla, Claude Debussy, Maurice Ravel, Ernesto Lecuona José Asunción Flores Carlos Chávez, Alberto Ginastera, Julián Aguirre, Isaac Albéniz, Astor Piazzolla. Totodată, albumul conține și două compoziții originale. 
În 2013, Lydie Solomon a realizat o nouă creație dedicată legăturilor mai puțin cunoscute dintre muzica lui Frédéric Chopin și a numeroși compozitori cubanezi, denumită De Chopin à Cuba (De la Chopin la Cuba). A participat și la evenimentul „Play Me I’m Yours” din Paris. 

### Discografie
- Concerte live în Coreea de Sud, CD, 2001, Dichter Liebe Classics.
- Harmonie, CD, 2009, Consultatis.
- Eldorado, Soler to Piazzolla, CD, 2011, Intrada.